# Structure simple
Dans la théorie des organisations, la structure simple est une forme d'organisation qui se caractérise par son absence d’élaboration.
Ses caractéristiques sont :
- Technostructure inexistante ou peu développée
- Peu de fonctionnels.
- Division du travail imprécise
- Différenciation entre unités minimales
- Encadrement réduit
- Peu de formalisme
- Peu de planification